# Seigneurie d'Anhaive
 (janvier 2017).
La Seigneurie d'Anhaive, située à Jambes, une section de Namur, en Belgique, est un monument classé comprenant le donjon d'Anhaive, dit Enhaive, et un corps de logis.

## Histoire
La tour appartenait à l'origine à l'évêque de Liège, Jean de Flandre, qui y a vécu de 1285 jusqu'à sa mort le 14 octobre 1291. Le domaine reste la propriété de l'évêque de Liège jusqu'au XIVe siècle ; la seigneurie est alors achetée par les Spirou, une famille bourgeoise de Namur.

## Toponymie
Bien que « Enhaive » soit la forme la plus attestée aujourd'hui, cette graphie est une erreur . En effet, la forme « Anhaive » se retrouve déjà dans des documents du XIIIe siècle. Tandis que les premières traces de la mention fautive « Enhaive » se retrouvent dans des atlas et cartes, dans lesquels les noms de lieux sont souvent écorchés. Pour comprendre le mot, il faut s'attarder sur son étymologie. Le « -haive » vient du « aha » germanique désignant le fleuve et ayant subi une évolution pour atteindre la forme du suffixe d'Anhaive. Pour l'autre élément du nom, certains spécialistes y voient un résidu du « ng » germanique, ce qui accolé au suffixe désignerait « une prairie au tournant d'une rivière/fleuve ». D'autres y voient encore une contraction du « and-haußud » désignant une digue. La question reste toujours en suspens, mais de par l'étymologie du mot, on comprend que « Anhaive » ne doit pas son nom à la tour et que cette appellation dut être utilisée bien avant les premières mentions du XIIIe siècle.

## Localisation
Le donjon d'Anhaive est située « Place Jean de Flandre » (appellation adoptée par le Conseil communal de la Ville de Namur en date du 27 avril 2005), en contrebas de la N4, près du Carrefour de Jambes.

## Composition

### Le donjon
Le donjon, une tour carrée en calcaire de Meuse, remonte au Bas Moyen Âge (XIIIe siècle). À l'époque, il était relié à la Meuse par un canal amenant de l'eau dans les douves qui l'entouraient.

Il a été construit en deux étapes. Le rez-de-chaussée était occupé par le cellier alors que le premier étage était réservé aux activités de la vie quotidienne. Le troisième niveau (ou bel étage) a été ajouté vers la fin du XVe siècle.

Une toiture d'ardoises à la Mansart a été ajoutée au XVIIIe siècle. Elle était peut-être précédée d'un ou deux niveaux en bois ou en colombage et torchis.

### Le corps de logis
Un corps de logis plus confortable est bâti à l'est du donjon vers 1535 par l'échevin Englebert Lamistant. Il s'agit d'une construction traditionnelle en briques et pierre bleue sur deux niveaux qui comporte une tourelle dans l'angle nord-est pour l'escalier.
Les deux bâtiments étaient probablement reliés entre eux lors de leur construction.

### La ferme
Enfin, une ferme est établie au sud-est de la seigneurie au XVIIIe siècle. Elle comprenait un corps de logis, une étable et une grange. Elle a été partiellement détruite en 1969. Aujourd'hui, seule la bergerie de cette ferme est encore visible.

## Situation actuelle
Le donjon est classé le 31 décembre 1943 et le logis le 12 juin 1981.

La tour carrée du donjon bénéficie d'une première restauration en 1977.

En 1995, la ville de Namur cède la seigneurie à la Fondation Roi Baudouin. Celle-ci entreprend la mise en valeur du site ; les travaux de restauration se sont étalés de 2003 à 2005 et ont coûté entre 1.400.000€ et 2.000.000€. Le corps de logis a été complété par une annexe contemporaine.

Actuellement, la Fondation est toujours propriétaire des lieux. Elle partage l'occupation du corps de logis et du donjon avec le Syndicat d'Initiative de Jambes et son Centre d'Archéologie, d'Art et d'Histoire de Jambes.

## Galerie photo

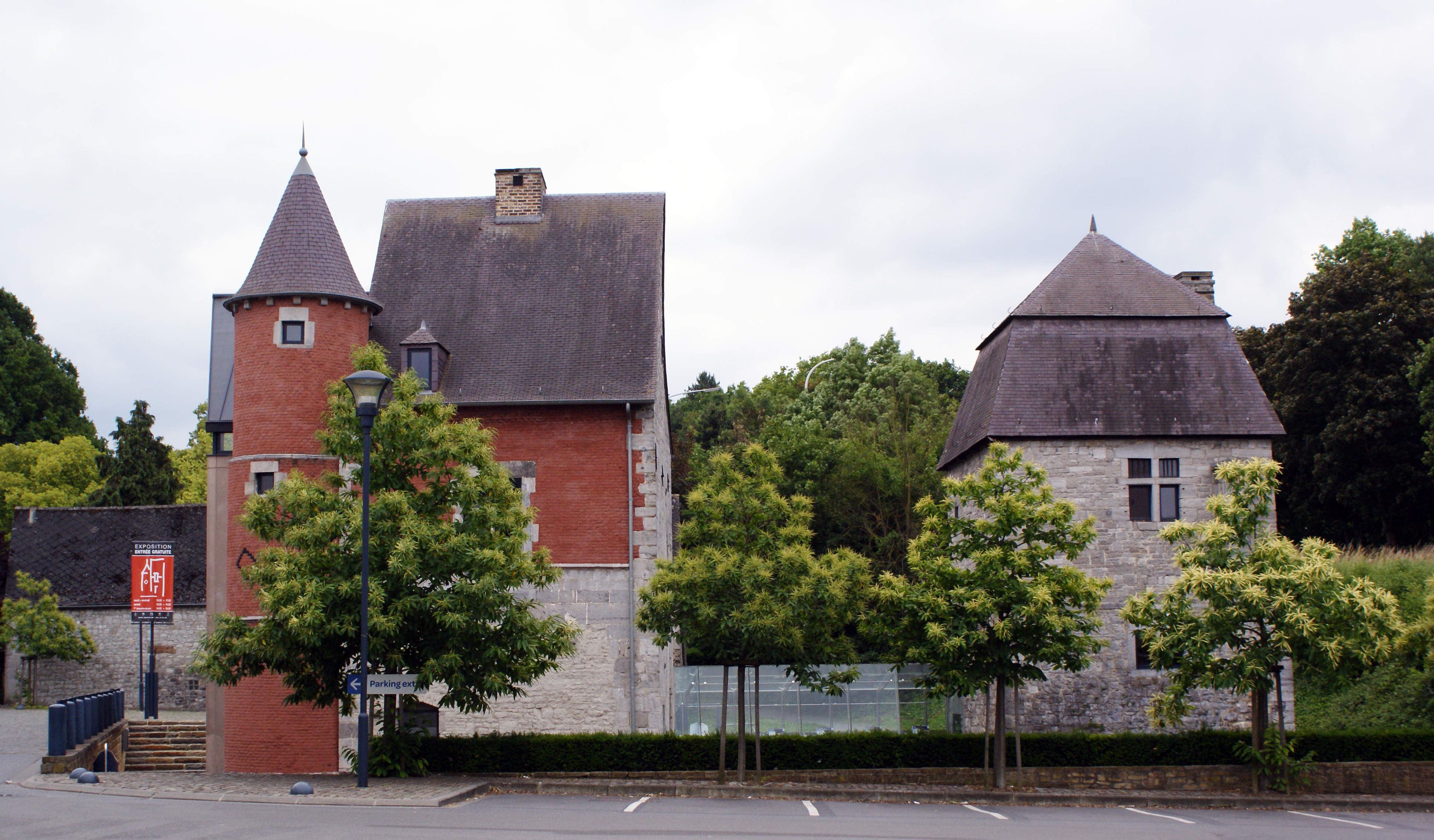
Vue générale, face nord
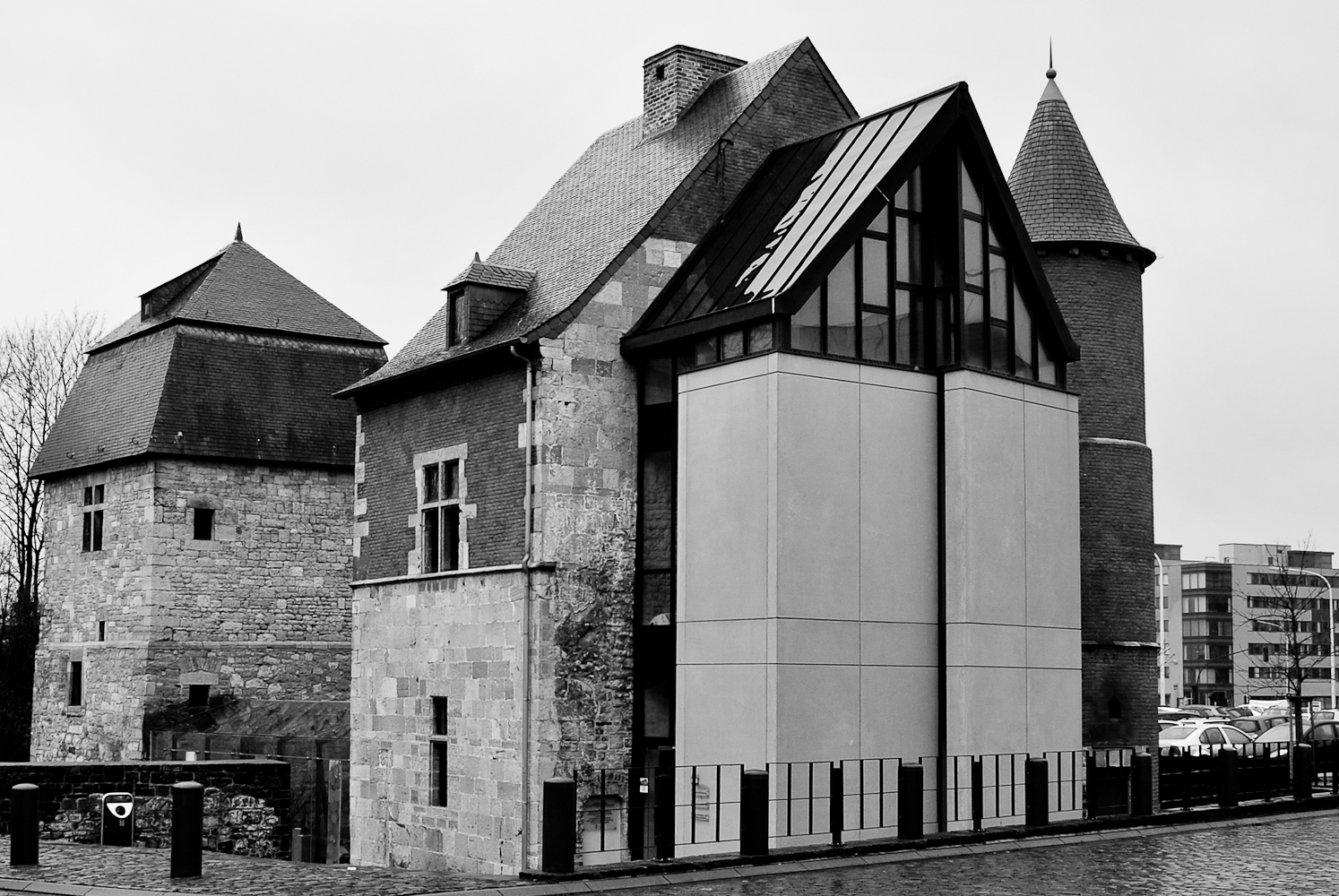
Le donjon et le logis après restauration (2011)
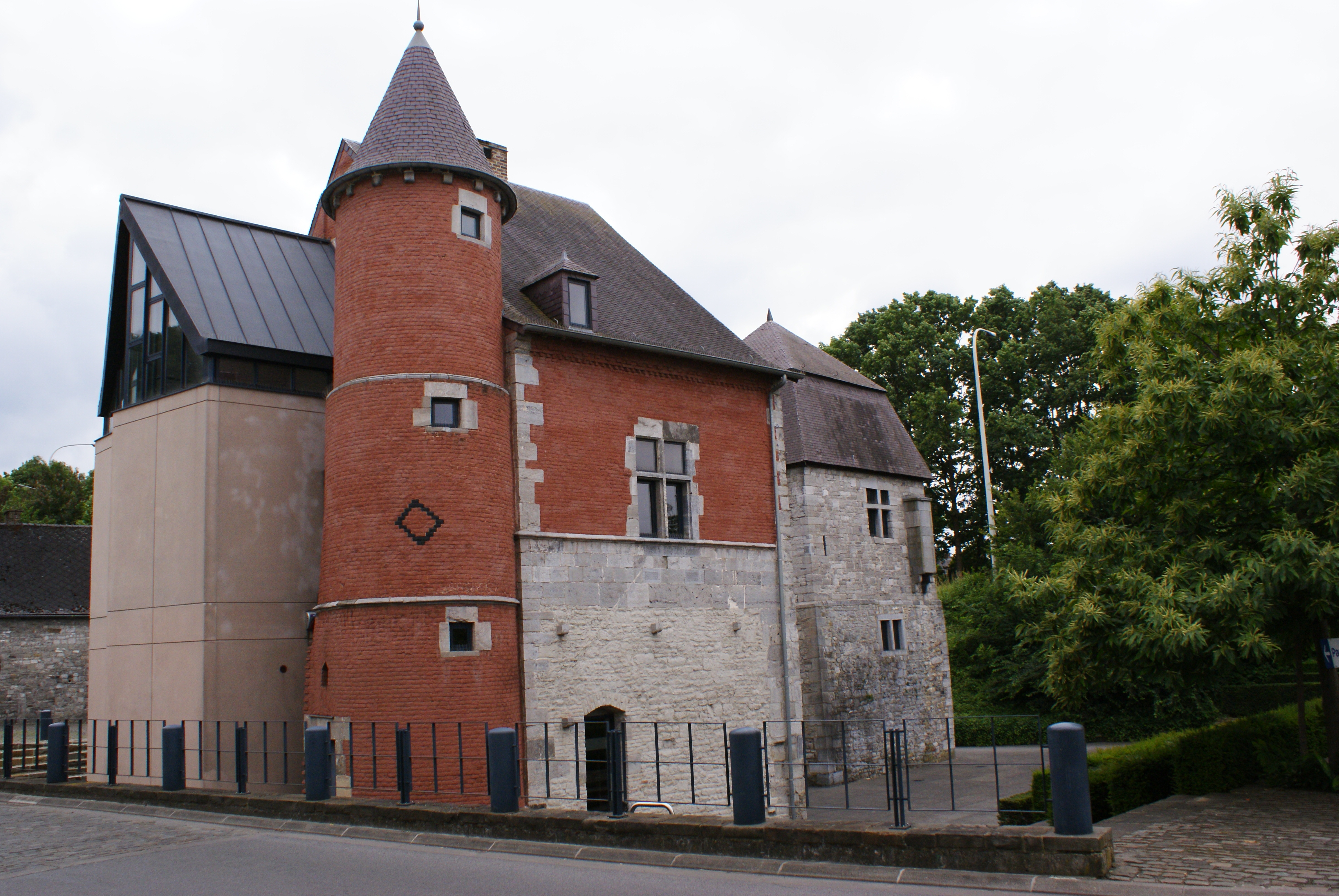
Vue de l'angle nord-est
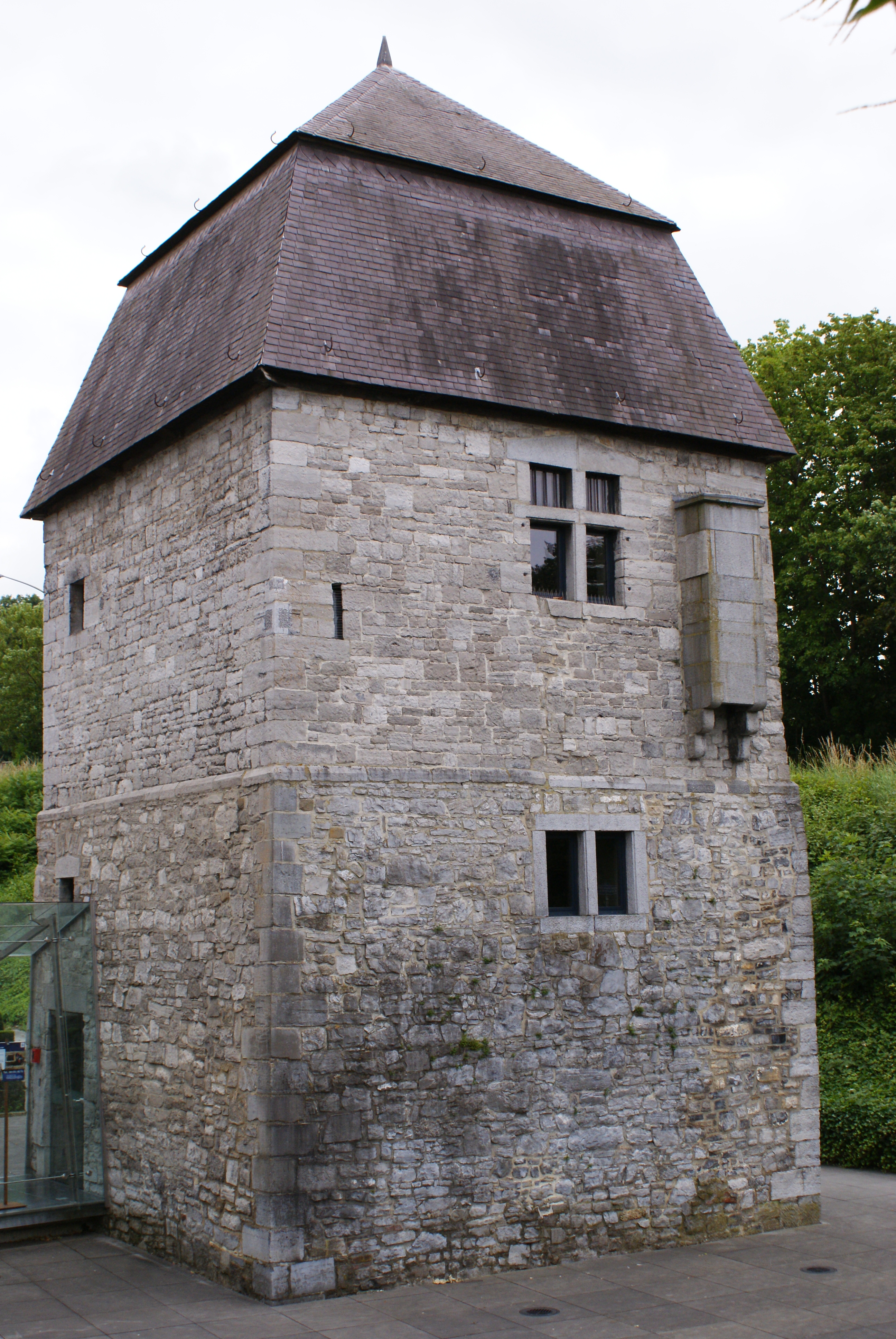
Donjon, face nord
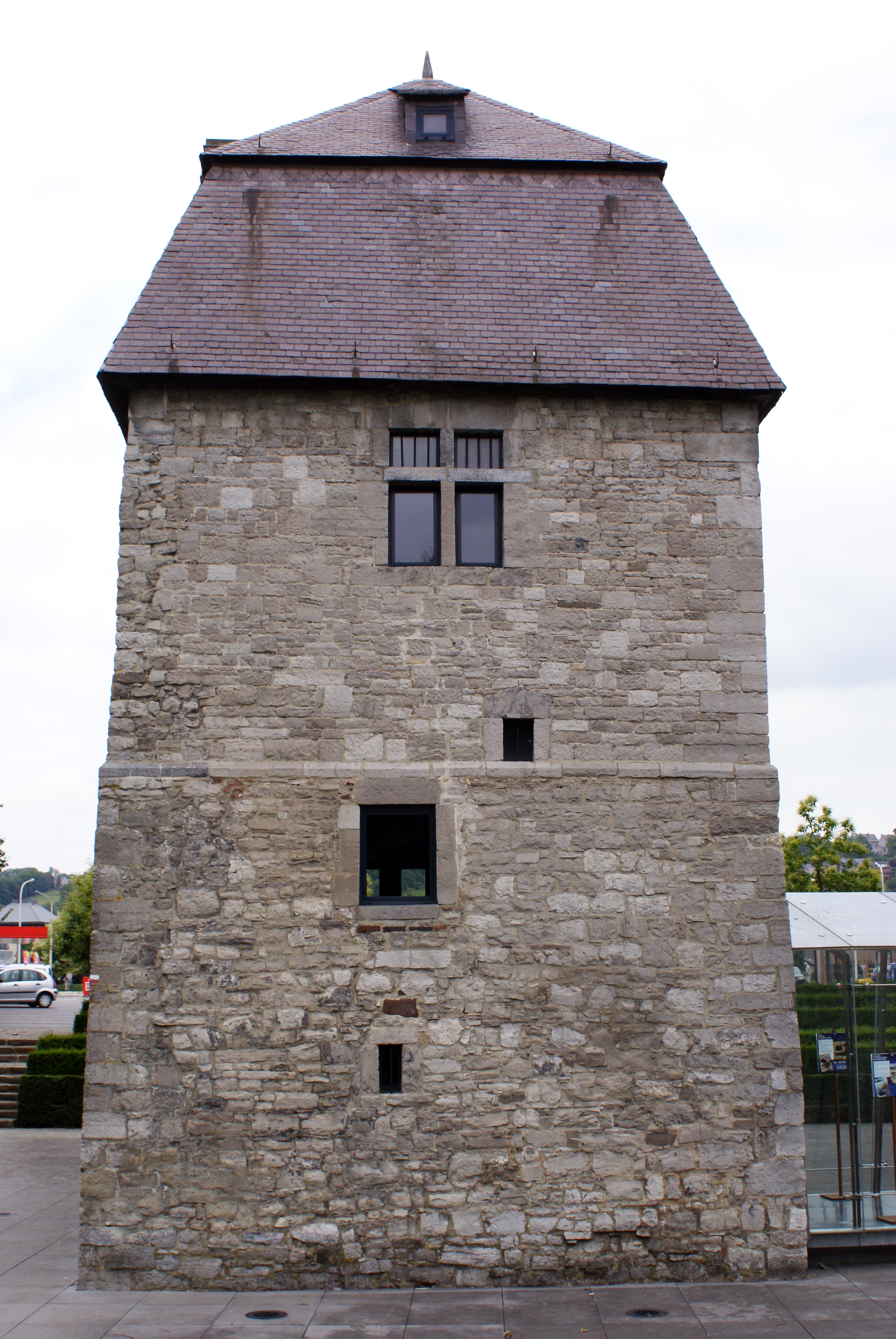
Donjon, face sud
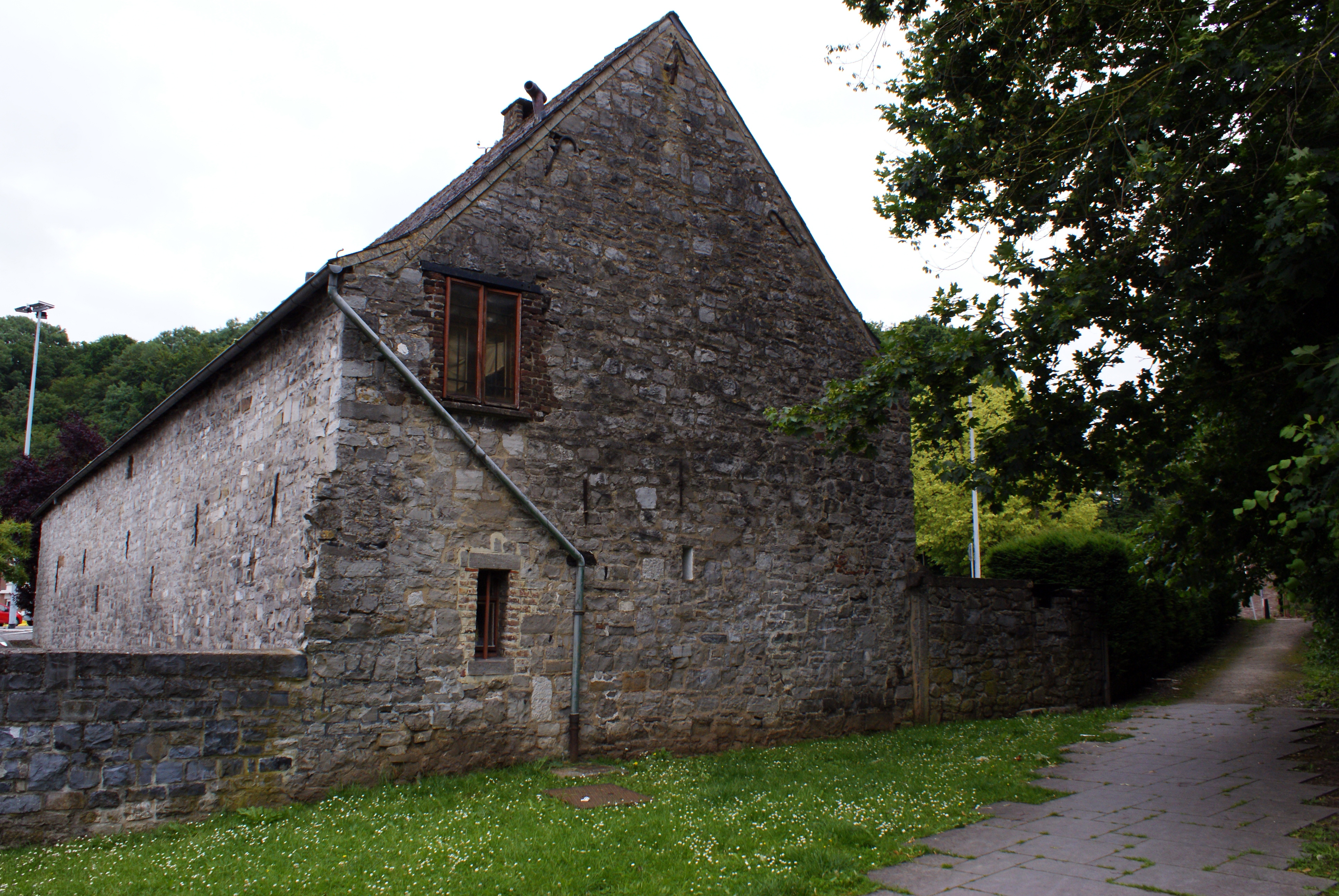
Bergerie